# Hans Albrecht (Politiker, 1923)
Hans Albrecht (* 27. September 1923 in Stadelhofen, Oberfranken; † 28. Februar 2006 in Wiernsheim, Baden-Württemberg) war ein deutscher Forstmann und baden-württembergischer Politiker der FDP sowie von 1972 bis 1984 Vizepräsident des Landtags von Baden-Württemberg.

## Ausbildung und Beruf
Hans Albrecht ging in Karlsruhe und Stuttgart zur Schule. Sein Onkel, der Forstamtsleiter in Wehingen auf der Schwäbischen Alb war, förderte frühzeitig sein Interesse am Wald. Er beantragte am 9. April 1942 die Aufnahme in die NSDAP und wurde zum 1. September desselben Jahres aufgenommen (Mitgliedsnummer 9.195.593). Sofort nach dem Abitur 1942 wurde Hans Albrecht zur Wehrmacht eingezogen und 1943 an der Ostfront schwer verwundet. Seine Genesungszeit nutzte er, um ein Studium der Forstwissenschaften an der naturwissenschaftlich-mathematischen Fakultät der Albert-Ludwigs-Universität Freiburg zu beginnen. Nach der forstlichen Vorprüfung in Freiburg musste er jedoch 1944 erneut einrücken, geriet in Kriegsgefangenschaft und konnte sein Studium erst im September 1945 fortsetzen. 1946 wurde er Mitglied des Corps Hubertia Freiburg. Zu seinen Kommilitonen gehörte der spätere Leiter der baden-württembergischen Landesforstverwaltung Max Scheifele. Gemeinsam kamen beide durch die damalige schwere Borkenkäferkalamität als Diplomanden in den Hegau. Nach dem Studienabschluss als Diplom-Forstwirt führte ihn sein Referendariat in die Forstämter Aalen, Schwäbisch Hall und Esslingen. 1949 legte er die „Große Forstliche Staatsprüfung“ (Staatsexamen) ab und war anschließend bis 1951 Amtsverweser beim Forstamt Esslingen. Nach kurzer Zeit als zweiter Beamter beim Forstamt Aalen folgte er 1953 dem Ruf an die Forstdirektion Nordwürttemberg in Stuttgart und wurde gleichzeitig Landesgeschäftsführer der Schutzgemeinschaft Deutscher Wald (SDW).
Am 19. Juni 1956 wurde ihm das Forstamt Wiernsheim übertragen, dessen Leiter er bis zu seiner Pensionierung 1989 blieb. 1955 wurde er zum Forstmeister befördert, 1964 zum Oberforstrat und 1971 zum Forstdirektor. In dem waldbaulich nicht einfachen Forstamt Wiernsheim spielte im Ostteil, der Vorland des Schwarzwaldes umfasst, die Erhaltung der Weißtanne eine besondere Rolle, während das Enztal wesentlich vom Laubholz geprägt war. Unter Albrechts Leitung gelang es, die anfangs noch erheblichen Pflegerückstände und Scheinbestockungen rasch zu beseitigen. Da der Körperschaftswald in seinem Forstamtsbereich mit 75 Prozent der Waldfläche den bedeutendsten Anteil hatte, schuf Albrecht für diesen schon früh eine wegweisende Bewirtschaftungsform, indem er ihn in einer Art Betriebsgemeinschaft zusammenführte: Das Forstamt erledigte für die Waldbesitzer den Holzverkauf und mit seinen staatlichen Waldarbeitern auch die notwendigen Forstarbeiten vor Ort. Sein Einsatz für eine fachlich korrekte und damit nachhaltige Bewirtschaftung des Kommunalwaldes führte alsbald dazu, dass man Hans Albrecht als Berater zu den Sitzungen der Körperschaftsforstdirektion hinzuzog. Die Organisationsreform 1975 überstand das Forstamt Wiernsheim weitgehend unbeschadet – die zu betreuende Waldfläche erhöhte sich jedoch von 3000 auf 5000 Hektar.

## Politische Tätigkeit
Hans Albrecht war Mitglied der FDP. Er war von 1965 bis 1973 Mitglied des Kreistags des Landkreises Vaihingen und danach bis 1990 des Enzkreises. Ab 1973 war er außerdem Mitglied der Verbandsversammlung des Regionalverbands Nordschwarzwald. Dem Landtag von Baden-Württemberg gehörte er von 1968 bis 1995 an. Von 1972 bis 1984 über drei Wahlperioden war er Vizepräsident des Landtags. Albrecht war auch stellvertretender Vorsitzender und Geschäftsführer der FDP/DVP-Fraktion sowie 1992 Alterspräsident des Landtags. 1995 legte er sein Mandat bereits vor Ablauf der 11. Wahlperiode nieder. Für ihn rückte Ewald Veigel nach. Mitglied der Bundesversammlung war er 1969, 1974, 1979 und 1984.
Albrecht war lange Zeit der einzige Forstbeamte im baden-württembergischen Landesparlament. Er widmete sich vor allem der Innenpolitik, besonders wenn es darum ging, die Kommunalfreiheit zu erhalten und die bürgerschaftliche Verantwortung zu stärken. Bei Fragen des Naturschutzes, der Ökologie und des Jagdrechts brachte er seine forstlichen Fachkenntnisse ein und setzte sich in zahlreichen Anträgen und Debatten – beispielsweise bei der Verabschiedung des Landeswaldgesetzes 1976 – mit Nachdruck für die Belange des Waldes und der darin arbeitenden Menschen ein.

## Familie
Hans Albrecht war verheiratet und hatte zwei Töchter.

## Mitgliedschaften, Ehrenämter und Auszeichnungen
Hans Albrecht war Ehrenbürger der Stadt Wiernsheim, Träger der Verdienstmedaille des Landes Baden-Württemberg sowie Träger des Verdienstkreuzes 1. Klasse (1976) und des Großen Verdienstkreuzes mit Stern des Verdienstordens der Bundesrepublik Deutschland (1989). Er war Mitglied im Verwaltungsrat der Landesgirokasse Stuttgart und im Rundfunkrat des Süddeutschen Rundfunks sowie stellvertretender Landesvorsitzender der Schutzgemeinschaft Deutscher Wald.